# 中华人民共和国社会福利
中华人民共和国的社会福利在历史上经历过各种变化。中华人民共和国人力资源和社会保障部是负责中华人民共和国社会福利的部门。
在80年代中国改革开放之前，中国的社会主义满足了社会的各种需求。虽然这些制度现在已消失或者已被改变, 传统的铁饭碗也已不在。但当时大部分的儿童照顾、教育、就业、住房、生活、医疗保健和老年护理是由工作单位，如国有企业、人民公社和集体所负责管理。 中华人民共和国宪法的第14条规定 “国家建立健全同经济发展水平相适应的社会保障制度。”
20世纪90年代后期以来的社会福利的改革，包括了失业保险、医疗保险、工伤保险、生育福利、公共养老基金和个人养老金账户。